# Ligue 2 2017-18
La Ligue 2 2017–18 fue la 79 temporada desde su creación.

## Equipos participantes

### Ascensos y descensos
| Pos | a Ligue 1       |
| --- | --------------- |
| 1º  | Stade Reims     |
| 2º  | Nîmes Olympique |
| 3º  | ES Troyes AC    |

| Pos | a Championnat National |
| --- | ---------------------- |
| 19º | Red Star               |
| 20º | Laval                  |

| Pos | a Ligue 2      |
| --- | -------------- |
| 1º  | Châteauroux    |
| 2º  | Quevilly-Rouen |

| Pos | de Ligue 1 |
| --- | ---------- |
| 18º | FC Lorient |
| 19º | AS Nancy   |
| 20º | SC Bastia  |

El SC Bastia desciende administrativamente a la CFA 2 y su lugar es tomado por el Paris FC

## Equipos de la temporada 2017-18
| Equipo          | Ciudad           | Estadio                    | Capacidad |
| --------------- | ---------------- | -------------------------- | --------- |
| Ajaccio         | Ajaccio          | Stade François Coty        | 10.660    |
| Auxerre         | Auxerre          | Stade de l'Abbé-Deschamps  | 21.379    |
| Bourg-en-Bresse | Bourg-en-Bresse  | Stade Marcel-Verchère      | 11.400    |
| Brest           | Brest            | Stade Francis-Le Blé       | 15.097    |
| Châteauroux     | Châteauroux      | Stade Gaston Petit         | 17.173    |
| Clermont Foot   | Clermont-Ferrand | Stade Gabriel Montpied     | 11.980    |
| Gazélec Ajaccio | Ajaccio          | Stade Ange Casanova        | 6.000     |
| Le Havre        | Le Havre         | Stade Océane               | 25.000    |
| Lens            | Lens             | Stade Bollaert-Delelis     | 38.223    |
| FC Lorient      | Lorient          | Stade du Moustoir          | 18.890    |
| AS Nancy        | Nancy            | Stade Marcel Picot         | 20.187    |
| Nîmes           | Nîmes            | Stade des Costières        | 18.482    |
| Niort           | Niort            | Stade René Gaillard        | 10.886    |
| Orléans         | Orléans          | Stade de la Source         | 7.000     |
| Paris FC        | París            | Stade Charléty             | 20.000    |
| Quevilly-Rouen  | Rouen            | Stade Robert Diochon       | 12.018    |
| Reims           | Reims            | Stade Auguste Delaune      | 21.684    |
| Sochaux         | Montbéliard      | Stade Auguste Bonal        | 20.000    |
| Tours           | Tours            | Stade de la Vallée du Cher | 16.247    |
| Valenciennes    | Valenciennes     | Stade du Hainaut           | 25.172    |

## Equipos por región
| Número | Regiones de Francia o condado | equipo                       |
| ------ | ----------------------------- | ---------------------------- |
| 3      | Centro-Valle de Loira         | Châteauroux, Tours y Orléans |
| 2      | Auvernia-Ródano-Alpes         | Bourg-en-Bresse y Clermont   |
| 2      | Bourgogne-Franche-Comté       | Auxerre y Sochaux            |
| 2      | Gran Este                     | Stade de Reims, Nancy        |
| 2      | Normandía (Francia)           | Le Havre y Quevilly-Rouen    |
| 2      | Hauts-de-France               | Lens y Valenciennes          |
| 2      | Bretaña                       | Stade Brestois y Lorient     |
| 2      | Córcega                       | Ajaccio, Gazélec Ajaccio     |
| 1      | Occitanie                     | Nîmes Olympique              |
| 1      | Nueva Aquitania               | Chamois Niortais             |
| 1      | Países del Loira              | Stade Lavallois              |
| 1      | Isla de Francia               | Paris                        |

## Clasificación
|  |     | Equipo              | PJ | PG | PE | PP | GF | GC | DG  | PTS |
|  | --- | ------------------- | -- | -- | -- | -- | -- | -- | --- | --- |
|  | 1.  | Reims (A)           | 38 | 28 | 4  | 6  | 74 | 24 | +50 | 88  |
|  | 2.  | Nîmes (A)           | 38 | 22 | 7  | 9  | 75 | 37 | +38 | 73  |
|  | 3.  | Ajaccio             | 38 | 20 | 8  | 10 | 62 | 43 | +19 | 68  |
|  | 4.  | Le Havre            | 38 | 19 | 9  | 10 | 53 | 34 | +19 | 66  |
|  | 5.  | Brest               | 38 | 18 | 11 | 9  | 58 | 43 | +15 | 65  |
|  | 6.  | Clermont F.A.       | 38 | 17 | 12 | 9  | 54 | 36 | +18 | 63  |
|  | 7.  | FC Lorient          | 38 | 18 | 8  | 12 | 61 | 46 | +15 | 62  |
|  | 8.  | Paris FC            | 38 | 16 | 13 | 9  | 46 | 36 | +10 | 61  |
|  | 9.  | Châteauroux         | 38 | 17 | 9  | 12 | 50 | 50 | 0   | 60  |
|  | 10. | Sochaux             | 38 | 15 | 8  | 15 | 51 | 62 | -11 | 53  |
|  | 11. | Auxerre             | 38 | 13 | 8  | 17 | 51 | 55 | -4  | 47  |
|  | 12. | Orléans             | 38 | 12 | 10 | 16 | 52 | 61 | -9  | 46  |
|  | 13. | Valenciennes        | 38 | 12 | 9  | 17 | 50 | 64 | -14 | 45  |
|  | 14. | Lens                | 38 | 11 | 10 | 17 | 48 | 49 | -1  | 43  |
|  | 15. | Niort               | 38 | 11 | 9  | 18 | 47 | 60 | -13 | 42  |
|  | 16. | Gazélec Ajaccio     | 38 | 11 | 8  | 19 | 35 | 60 | -25 | 41  |
|  | 17. | AS Nancy            | 38 | 9  | 11 | 18 | 39 | 54 | -15 | 38  |
|  | 18  | Bourg-en-Bresse (D) | 38 | 10 | 6  | 22 | 50 | 87 | -37 | 36  |
|  | 19  | Quevilly-Rouen (D)  | 38 | 9  | 6  | 23 | 45 | 66 | -21 | 33  |
|  | 20  | Tours (D)           | 38 | 5  | 8  | 25 | 34 | 68 | -34 | 23  |

|  | Ascendieron a la Ligue 1.                                |
|  | Clasifica a la semifinal por el play-off de ascenso.     |
|  | Clasifica a la primera ronda por el play-off de ascenso. |
|  | Descendieron a la Championnat National.                  |

## Resultados
- Los horarios corresponden al huso horario de Francia (Hora central europea): UTC+1 en horario estándar y UTC+2 en horario de verano

### Primera vuelta
| Paris FC     | 0 - 0 | Clermont Foot   | Stade Charléty             | 28 de julio | 20:00 |
| Brest        | 2 - 3 | Châteauroux     | Stade Francis-Le Blé       | 28 de julio | 20:00 |
| Nîmes        | 0 - 1 | Reims           | Stade des Costières        | 28 de julio | 20:00 |
| Niort        | 0 - 0 | Ajaccio         | Stade René Gaillard        | 28 de julio | 20:00 |
| Orléans      | 3 - 1 | AS Nancy        | Stade de la Source         | 28 de julio | 20:00 |
| Sochaux      | 2 - 0 | Bourg-en-Bresse | Stade Auguste Bonal        | 28 de julio | 20:00 |
| Tours        | 0 - 3 | Le Havre        | Stade de la Vallée du Cher | 28 de julio | 20:00 |
| Valenciennes | 1 - 1 | Gazélec Ajaccio | Stade du Hainaut           | 28 de julio | 20:00 |
| FC Lorient   | 1 - 1 | Quevilly-Rouen  | Stade du Moustoir          | 29 de julio | 15:00 |
| Auxerre      | 1 - 0 | Lens            | Stade de l'Abbé-Deschamps  | 31 de julio | 20:45 |

| Ajaccio         | 2 - 1 | Brest        | Stade François Coty    | 4 de agosto | 20:00 |
| Bourg-en-Bresse | 1 - 2 | Paris FC     | Stade Marcel-Verchère  | 4 de agosto | 20:00 |
| Châteauroux     | 0 - 1 | Valenciennes | Stade Gaston Petit     | 4 de agosto | 20:00 |
| Clermont Foot   | 2 - 0 | Tours        | Stade Gabriel Montpied | 4 de agosto | 20:00 |
| Gazélec Ajaccio | 0 - 0 | FC Lorient   | Stade Ange Casanova    | 4 de agosto | 20:00 |
| Le Havre        | 4 - 1 | Auxerre      | Stade Océane           | 4 de agosto | 20:00 |
| Lens            | 1 - 2 | Nîmes        | Stade Bollaert-Delelis | 4 de agosto | 20:00 |
| AS Nancy        | 0 - 0 | Niort        | Stade Marcel Picot     | 4 de agosto | 20:00 |
| Quevilly-Rouen  | 1 - 1 | Sochaux      | Stade Robert Diochon   | 4 de agosto | 20:00 |
| Reims           | 2 - 0 | Orléans      | Stade Auguste Delaune  | 5 de agosto | 15:00 |

| Paris FC       | 0 - 3 | Le Havre        | Stade Charléty             | 11 de agosto | 20:00 |
| Brest          | 0 - 0 | Gazélec Ajaccio | Stade Francis-Le Blé       | 11 de agosto | 20:00 |
| Niort          | 2 - 0 | Auxerre         | Stade René Gaillard        | 11 de agosto | 20:00 |
| Orléans        | 0 - 0 | Ajaccio         | Stade de la Source         | 11 de agosto | 20:00 |
| Quevilly-Rouen | 1 - 4 | Bourg-en-Bresse | Stade Robert Diochon       | 11 de agosto | 20:00 |
| Tours          | 0 - 1 | Reims           | Stade de la Vallée du Cher | 11 de agosto | 20:00 |
| Valenciennes   | 0 - 0 | Clermont Foot   | Stade du Hainaut           | 11 de agosto | 20:00 |
| Sochaux        | 3 - 2 | Lens            | Stade Auguste Bonal        | 12 de agosto | 15:00 |
| FC Lorient     | 3 - 0 | Châteauroux     | Stade du Moustoir          | 14 de agosto | 18:45 |
| Nîmes          | 0 - 0 | AS Nancy        | Stade des Costières        | 14 de agosto | 20:45 |

| Ajaccio         | 2 - 0 | Paris FC        | Stade François Coty       | 18 de agosto | 20:00 |
| Auxerre         | 1 - 3 | Orléans         | Stade de l'Abbé-Deschamps | 18 de agosto | 20:00 |
| Clermont Foot   | 0 - 2 | FC Lorient      | Stade Gabriel Montpied    | 18 de agosto | 20:00 |
| Gazélec Ajaccio | 1 - 0 | Quevilly-Rouen  | Stade Ange Casanova       | 18 de agosto | 20:00 |
| Le Havre        | 1 - 0 | Valenciennes    | Stade Océane              | 18 de agosto | 20:00 |
| AS Nancy        | 2 - 2 | Sochaux         | Stade Marcel Picot        | 18 de agosto | 20:00 |
| Niort           | 2 - 1 | Tours           | Stade René Gaillard       | 18 de agosto | 20:00 |
| Reims           | 3 - 0 | Bourg-en-Bresse | Stade Auguste Delaune     | 18 de agosto | 20:00 |
| Lens            | 2 - 4 | Brest           | Stade Bollaert-Delelis    | 19 de agosto | 15:00 |
| Châteauroux     | 1 - 0 | Nîmes           | Stade Gaston Petit        | 21 de agosto | 20:45 |

| Paris FC        | 2 - 1 | Auxerre         | Stade Charléty             | 25 de agosto | 20:00 |
| Bourg-en-Bresse | 2 - 0 | Gazélec Ajaccio | Stade Marcel-Verchère      | 25 de agosto | 20:00 |
| Brest           | 2 - 1 | AS Nancy        | Stade Francis-Le Blé       | 25 de agosto | 20:00 |
| Nîmes           | 1 - 0 | Le Havre        | Stade des Costières        | 25 de agosto | 20:00 |
| Quevilly-Rouen  | 0 - 2 | Clermont Foot   | Stade Robert Diochon       | 25 de agosto | 20:00 |
| Sochaux         | 1 - 5 | Châteauroux     | Stade Auguste Bonal        | 25 de agosto | 20:00 |
| Tours           | 1 - 3 | Ajaccio         | Stade de la Vallée du Cher | 25 de agosto | 20:00 |
| Valenciennes    | 4 - 1 | Niort           | Stade du Hainaut           | 25 de agosto | 20:00 |
| FC Lorient      | 2 - 1 | Reims           | Stade du Moustoir          | 26 de agosto | 15:00 |
| Orléans         | 2 - 0 | Lens            | Stade de la Source         | 28 de agosto | 20:45 |

| Ajaccio         | 1 - 4 | Nîmes           | Stade François Coty       | 8 de septiembre  | 20:00 |
| Auxerre         | 1 - 1 | Tours           | Stade de l'Abbé-Deschamps | 8 de septiembre  | 20:00 |
| Châteauroux     | 3 - 2 | Quevilly-Rouen  | Stade Gaston Petit        | 8 de septiembre  | 20:00 |
| Clermont Foot   | 4 - 1 | Bourg-en-Bresse | Stade Gabriel Montpied    | 8 de septiembre  | 20:00 |
| Gazélec Ajaccio | 0 - 1 | Sochaux         | Stade Ange Casanova       | 8 de septiembre  | 20:00 |
| Le Havre        | 1 - 1 | Orléans         | Stade Océane              | 8 de septiembre  | 20:00 |
| AS Nancy        | 3 - 0 | Valenciennes    | Stade Marcel Picot        | 8 de septiembre  | 20:00 |
| Niort           | 0 - 2 | Paris FC        | Stade René Gaillard       | 8 de septiembre  | 20:00 |
| Lens            | 2 - 3 | FC Lorient      | Stade Bollaert-Delelis    | 9 de septiembre  | 15:00 |
| Reims           | 0 - 1 | Brest           | Stade Auguste Delaune     | 11 de septiembre | 20:45 |

| Paris FC        | 2 - 0 | Tours         | Stade Charléty        | 15 de septiembre | 20:00 |
| Bourg-en-Bresse | 3 - 0 | Châteauroux   | Stade Marcel-Verchère | 15 de septiembre | 20:00 |
| Brest           | 1 - 0 | Le Havre      | Stade Francis-Le Blé  | 15 de septiembre | 20:00 |
| Gazélec Ajaccio | 2 - 1 | Clermont Foot | Stade Ange Casanova   | 15 de septiembre | 20:00 |
| FC Lorient      | 2 - 0 | Ajaccio       | Stade du Moustoir     | 15 de septiembre | 20:00 |
| Nîmes           | 3 - 0 | Auxerre       | Stade des Costières   | 15 de septiembre | 20:00 |
| Orléans         | 3 - 1 | Niort         | Stade de la Source    | 15 de septiembre | 20:00 |
| Quevilly-Rouen  | 2 - 0 | AS Nancy      | Stade Robert Diochon  | 15 de septiembre | 20:00 |
| Valenciennes    | 1 - 0 | Lens          | Stade du Hainaut      | 15 de septiembre | 20:00 |
| Sochaux         | 2 - 4 | Reims         | Stade Auguste Bonal   | 16 de septiembre | 15:00 |

| Lens        | 2 - 0 | Quevilly-Rouen  | Stade Bollaert-Delelis     | 18 de septiembre | 20:45 |
| Ajaccio     | 3 - 0 | Valenciennes    | Stade François Coty        | 19 de septiembre | 21:00 |
| Auxerre     | 1 - 0 | FC Lorient      | Stade de l'Abbé-Deschamps  | 19 de septiembre | 21:00 |
| Paris FC    | 1 - 0 | Orléans         | Stade Charléty             | 19 de septiembre | 21:00 |
| Châteauroux | 0 - 2 | Clermont Foot   | Stade Gaston Petit         | 19 de septiembre | 21:00 |
| Le Havre    | 1 - 0 | Sochaux         | Stade Océane               | 19 de septiembre | 21:00 |
| AS Nancy    | 2 - 1 | Bourg-en-Bresse | Stade Marcel Picot         | 19 de septiembre | 21:00 |
| Niort       | 0 - 2 | Brest           | Stade René Gaillard        | 19 de septiembre | 21:00 |
| Reims       | 5 - 0 | Gazélec Ajaccio | Stade Auguste Delaune      | 19 de septiembre | 21:00 |
| Tours       | 0 - 4 | Nîmes           | Stade de la Vallée du Cher | 19 de septiembre | 21:00 |

| Bourg-en-Bresse | 2 - 1 | Le Havre    | Stade Marcel-Verchère  | 22 de septiembre | 20:00 |
| Brest           | 1 - 1 | Paris FC    | Stade Francis-Le Blé   | 22 de septiembre | 20:00 |
| Gazélec Ajaccio | 2 - 1 | Châteauroux | Stade Ange Casanova    | 22 de septiembre | 20:00 |
| Nîmes           | 1 - 5 | Niort       | Stade des Costières    | 22 de septiembre | 20:00 |
| Orléans         | 1 - 1 | Tours       | Stade de la Source     | 22 de septiembre | 20:00 |
| Quevilly-Rouen  | 1 - 2 | Reims       | Stade Robert Diochon   | 22 de septiembre | 20:00 |
| Sochaux         | 1 - 6 | Ajaccio     | Stade Auguste Bonal    | 22 de septiembre | 20:00 |
| Valenciennes    | 0 - 2 | Auxerre     | Stade du Hainaut       | 22 de septiembre | 20:00 |
| FC Lorient      | 0 - 0 | AS Nancy    | Stade du Moustoir      | 23 de septiembre | 15:00 |
| Clermont Foot   | 1 - 0 | Lens        | Stade Gabriel Montpied | 25 de septiembre | 20:45 |

| Ajaccio  | 2 - 0 | Bourg-en-Bresse | Stade François Coty        | 29 de septiembre | 20:00 |
| Auxerre  | 2 - 0 | Sochaux         | Stade de l'Abbé-Deschamps  | 29 de septiembre | 20:00 |
| Paris FC | 2 - 1 | Nîmes           | Stade Charléty             | 29 de septiembre | 20:00 |
| Lens     | 2 - 0 | Gazélec Ajaccio | Stade Bollaert-Delelis     | 29 de septiembre | 20:00 |
| AS Nancy | 4 - 1 | Châteauroux     | Stade Marcel Picot         | 29 de septiembre | 20:00 |
| Niort    | 2 - 1 | Quevilly-Rouen  | Stade René Gaillard        | 29 de septiembre | 20:00 |
| Orléans  | 3 - 4 | Valenciennes    | Stade de la Source         | 29 de septiembre | 20:00 |
| Tours    | 1 - 2 | Brest           | Stade de la Vallée du Cher | 29 de septiembre | 20:00 |
| Reims    | 1 - 0 | Clermont Foot   | Stade Auguste Delaune      | 30 de septiembre | 15:00 |
| Le Havre | 3 - 2 | FC Lorient      | Stade Océane               | 2 de octubre     | 20:45 |

| Bourg-en-Bresse | 0 - 6 | Lens     | Stade Marcel-Verchère  | 13 de octubre | 20:00 |
| Brest           | 1 - 1 | Auxerre  | Stade Francis-Le Blé   | 13 de octubre | 20:00 |
| Châteauroux     | 3 - 1 | Reims    | Stade Gaston Petit     | 13 de octubre | 20:00 |
| Gazélec Ajaccio | 2 - 1 | AS Nancy | Stade Ange Casanova    | 13 de octubre | 20:00 |
| Nîmes           | 4 - 1 | Orléans  | Stade des Costières    | 13 de octubre | 20:00 |
| Quevilly-Rouen  | 0 - 1 | Ajaccio  | Stade Robert Diochon   | 13 de octubre | 20:00 |
| Sochaux         | 1 - 0 | Paris FC | Stade Auguste Bonal    | 13 de octubre | 20:00 |
| Valenciennes    | 2 - 0 | Tours    | Stade du Hainaut       | 13 de octubre | 20:00 |
| Clermont Foot   | 3 - 0 | Le Havre | Stade Gabriel Montpied | 14 de octubre | 14:55 |
| FC Lorient      | 0 - 0 | Niort    | Stade du Moustoir      | 16 de octubre | 20:45 |

| Auxerre  | 2 - 1 | Quevilly-Rouen  | Stade de l'Abbé-Deschamps  | 20 de octubre | 20:00 |
| Paris FC | 3 - 2 | Valenciennes    | Stade Charléty             | 20 de octubre | 20:00 |
| Le Havre | 1 - 1 | Châteauroux     | Stade Océane               | 20 de octubre | 20:00 |
| AS Nancy | 2 - 2 | Clermont Foot   | Stade Marcel Picot         | 20 de octubre | 20:00 |
| Nîmes    | 4 - 0 | Brest           | Stade des Costières        | 20 de octubre | 20:00 |
| Niort    | 2 - 0 | Bourg-en-Bresse | Stade René Gaillard        | 20 de octubre | 20:00 |
| Orléans  | 1 - 2 | FC Lorient      | Stade de la Source         | 20 de octubre | 20:00 |
| Tours    | 0 - 1 | Sochaux         | Stade de la Vallée du Cher | 20 de octubre | 20:00 |
| Lens     | 0 - 1 | Reims           | Stade Bollaert-Delelis     | 21 de octubre | 15:00 |
| Ajaccio  | 2 - 0 | Gazélec Ajaccio | Stade François Coty        | 23 de octubre | 20:45 |

| Bourg-en-Bresse | 1 - 1 | Auxerre  | Stade Marcel-Verchère  | 27 de octubre | 20:00 |
| Brest           | 0 - 1 | Orléans  | Stade Francis-Le Blé   | 27 de octubre | 20:00 |
| Gazélec Ajaccio | 0 - 0 | Paris FC | Stade Ange Casanova    | 27 de octubre | 20:00 |
| Quevilly-Rouen  | 0 - 2 | Le Havre | Stade Robert Diochon   | 27 de octubre | 20:00 |
| Sochaux         | 2 - 1 | Niort    | Stade Auguste Bonal    | 27 de octubre | 20:00 |
| Clermont Foot   | 1 - 1 | Ajaccio  | Stade Gabriel Montpied | 28 de octubre | 15:00 |
| FC Lorient      | 2 - 0 | Tours    | Stade du Moustoir      | 28 de octubre | 15:00 |
| Reims           | 3 - 0 | AS Nancy | Stade Auguste Delaune  | 28 de octubre | 15:00 |
| Valenciennes    | 1 - 2 | Nîmes    | Stade du Hainaut       | 28 de octubre | 15:00 |
| Châteauroux     | 0 - 0 | Lens     | Stade Gaston Petit     | 30 de octubre | 20:45 |

| Ajaccio      | 1 - 2 | Châteauroux     | Stade François Coty        | 3 de noviembre | 20:00 |
| Auxerre      | 0 - 1 | Gazélec Ajaccio | Stade de l'Abbé-Deschamps  | 3 de noviembre | 20:00 |
| Paris FC     | 1 - 1 | FC Lorient      | Stade Charléty             | 3 de noviembre | 20:00 |
| Nîmes        | 4 - 1 | Quevilly-Rouen  | Stade des Costières        | 3 de noviembre | 20:00 |
| Niort        | 1 - 1 | Clermont Foot   | Stade René Gaillard        | 3 de noviembre | 20:00 |
| Orléans      | 3 - 3 | Sochaux         | Stade de la Source         | 3 de noviembre | 20:00 |
| Tours        | 3 - 2 | Bourg-en-Bresse | Stade de la Vallée du Cher | 3 de noviembre | 20:00 |
| Valenciennes | 0 - 0 | Brest           | Stade du Hainaut           | 3 de noviembre | 20:00 |
| AS Nancy     | 1 - 1 | Lens            | Stade Marcel Picot         | 4 de noviembre | 14:55 |
| Le Havre     | 0 - 0 | Reims           | Stade Océane               | 6 de noviembre | 20:45 |

| Bourg-en-Bresse | 1 - 3 | Valenciennes | Stade Marcel-Verchère  | 17 de noviembre | 20:00 |
| Châteauroux     | 1 - 0 | Tours        | Stade Gaston Petit     | 17 de noviembre | 20:00 |
| Clermont Foot   | 1 - 0 | Auxerre      | Stade Gabriel Montpied | 17 de noviembre | 20:00 |
| Gazélec Ajaccio | 1 - 1 | Le Havre     | Stade Ange Casanova    | 17 de noviembre | 20:00 |
| AS Nancy        | 2 - 2 | Ajaccio      | Stade Marcel Picot     | 17 de noviembre | 20:00 |
| Quevilly-Rouen  | 1 - 0 | Orléans      | Stade Robert Diochon   | 17 de noviembre | 20:00 |
| Reims           | 1 - 1 | Paris FC     | Stade Auguste Delaune  | 17 de noviembre | 20:00 |
| Sochaux         | 2 - 1 | Nîmes        | Stade Auguste Bonal    | 17 de noviembre | 20:00 |
| FC Lorient      | 4 - 2 | Brest        | Stade du Moustoir      | 18 de noviembre | 15:00 |
| Lens            | 3 - 1 | Niort        | Stade Bollaert-Delelis | 20 de noviembre | 20:45 |

| Ajaccio      | 0 - 1 | Reims           | Stade François Coty        | 24 de noviembre | 20:00 |
| Auxerre      | 1 - 1 | AS Nancy        | Stade de l'Abbé-Deschamps  | 24 de noviembre | 20:00 |
| Paris FC     | 2 - 0 | Quevilly-Rouen  | Stade Charléty             | 24 de noviembre | 20:00 |
| Brest        | 1 - 0 | Sochaux         | Stade Francis-Le Blé       | 24 de noviembre | 20:00 |
| Nîmes        | 4 - 0 | Bourg-en-Bresse | Stade des Costières        | 24 de noviembre | 20:00 |
| Niort        | 2 - 1 | Châteauroux     | Stade René Gaillard        | 24 de noviembre | 20:00 |
| Orléans      | 1 - 2 | Clermont Foot   | Stade de la Source         | 24 de noviembre | 20:00 |
| Tours        | 1 - 2 | Gazélec Ajaccio | Stade de la Vallée du Cher | 24 de noviembre | 20:00 |
| Valenciennes | 4 - 2 | FC Lorient      | Stade du Hainaut           | 24 de noviembre | 20:00 |
| Le Havre     | 1 - 0 | Lens            | Stade Océane               | 25 de noviembre | 15:15 |

| Reims           | 2 - 0 | Auxerre      | Stade Auguste Delaune  | 27 de noviembre | 20:45 |
| Bourg-en-Bresse | 4 - 0 | Orléans      | Stade Marcel-Verchère  | 28 de noviembre | 21:00 |
| Châteauroux     | 0 - 0 | Paris FC     | Stade Gaston Petit     | 28 de noviembre | 21:00 |
| Clermont Foot   | 1 - 2 | Brest        | Stade Gabriel Montpied | 28 de noviembre | 21:00 |
| Gazélec Ajaccio | 0 - 2 | Niort        | Stade Ange Casanova    | 28 de noviembre | 21:00 |
| Lens            | 2 - 0 | Ajaccio      | Stade Bollaert-Delelis | 28 de noviembre | 21:00 |
| FC Lorient      | 1 - 2 | Nîmes        | Stade du Moustoir      | 28 de noviembre | 21:00 |
| AS Nancy        | 0 - 3 | Le Havre     | Stade Marcel Picot     | 28 de noviembre | 21:00 |
| Quevilly-Rouen  | 4 - 0 | Tours        | Stade Robert Diochon   | 28 de noviembre | 21:00 |
| Sochaux         | 3 - 1 | Valenciennes | Stade Auguste Bonal    | 28 de noviembre | 21:00 |

| Auxerre      | 1 - 2 | Châteauroux     | Stade de l'Abbé-Deschamps  | 8 de diciembre  | 20:00 |
| Paris FC     | 2 - 2 | Lens            | Stade Charléty             | 8 de diciembre  | 20:00 |
| Brest        | 3 - 0 | Bourg-en-Bresse | Stade Francis-Le Blé       | 8 de diciembre  | 20:00 |
| FC Lorient   | 2 - 1 | Sochaux         | Stade du Moustoir          | 8 de diciembre  | 20:00 |
| Niort        | 1 - 2 | Reims           | Stade René Gaillard        | 8 de diciembre  | 20:00 |
| Tours        | 1 - 2 | AS Nancy        | Stade de la Vallée du Cher | 8 de diciembre  | 20:00 |
| Valenciennes | 1 - 1 | Quevilly-Rouen  | Stade du Hainaut           | 8 de diciembre  | 20:00 |
| Ajaccio      | 1 - 0 | Le Havre        | Stade François Coty        | 9 de diciembre  | 15:00 |
| Nîmes        | 3 - 1 | Clermont Foot   | Stade des Costières        | 11 de diciembre | 20:45 |
| Orléans      | 2 - 0 | Gazélec Ajaccio | Stade de la Source         | 12 de diciembre | 19:00 |

| Ajaccio         | 3 - 1 | Auxerre      | Stade François Coty    | 15 de diciembre | 20:00 |
| Bourg-en-Bresse | 2 - 2 | FC Lorient   | Stade Marcel-Verchère  | 15 de diciembre | 20:00 |
| Châteauroux     | 0 - 0 | Orléans      | Stade Gaston Petit     | 15 de diciembre | 20:00 |
| Clermont Foot   | 0 - 2 | Sochaux      | Stade Gabriel Montpied | 15 de diciembre | 20:00 |
| Le Havre        | 2 - 1 | Niort        | Stade Océane           | 15 de diciembre | 20:00 |
| AS Nancy        | 0 - 1 | Paris FC     | Stade Marcel Picot     | 15 de diciembre | 20:00 |
| Quevilly-Rouen  | 1 - 4 | Brest        | Stade Robert Diochon   | 15 de diciembre | 20:00 |
| Reims           | 5 - 1 | Valenciennes | Stade Auguste Delaune  | 16 de diciembre | 14:55 |
| Lens            | 2 - 0 | Tours        | Stade Bollaert-Delelis | 17 de diciembre | 20:45 |
| Gazélec Ajaccio | 2 - 0 | Nîmes        | Stade Ange Casanova    | 23 de enero     | 19:00 |

### Segunda vuelta
| Auxerre      | 1 - 1 | Le Havre        | Stade de l'Abbé-Deschamps  | 12 de enero | 20:00 |
| Paris FC     | 2 - 0 | Bourg-en-Bresse | Stade Charléty             | 12 de enero | 20:00 |
| Brest        | 2 - 3 | Ajaccio         | Stade Francis-Le Blé       | 12 de enero | 20:00 |
| Nîmes        | 0 - 1 | Lens            | Stade des Costières        | 12 de enero | 20:00 |
| Niort        | 0 - 0 | AS Nancy        | Stade René Gaillard        | 12 de enero | 20:00 |
| Orléans      | 0 - 2 | Reims           | Stade de la Source         | 12 de enero | 20:00 |
| Sochaux      | 0 - 1 | Quevilly-Rouen  | Stade Auguste Bonal        | 12 de enero | 20:00 |
| Tours        | 0 - 0 | Clermont Foot   | Stade de la Vallée du Cher | 12 de enero | 20:00 |
| Valenciennes | 1 - 2 | Châteauroux     | Stade du Hainaut           | 12 de enero | 20:00 |
| FC Lorient   | 4 - 1 | Gazélec Ajaccio | Stade du Moustoir          | 13 de enero | 15:00 |

| Ajaccio         | 1 - 1 | Orléans        | Stade François Coty       | 16 de enero | 21:00 |
| Auxerre         | 5 - 0 | Niort          | Stade de l'Abbé-Deschamps | 16 de enero | 21:00 |
| Bourg-en-Bresse | 3 - 5 | Quevilly-Rouen | Stade Marcel-Verchère     | 16 de enero | 21:00 |
| Châteauroux     | 3 - 1 | FC Lorient     | Stade Gaston Petit        | 16 de enero | 21:00 |
| Clermont Foot   | 3 - 0 | Valenciennes   | Stade Gabriel Montpied    | 16 de enero | 21:00 |
| Gazélec Ajaccio | 1 - 1 | Brest          | Stade Ange Casanova       | 16 de enero | 21:00 |
| Le Havre        | 1 - 1 | Paris FC       | Stade Océane              | 16 de enero | 21:00 |
| AS Nancy        | 0 - 2 | Nîmes          | Stade Marcel Picot        | 16 de enero | 21:00 |
| Reims           | 1 - 0 | Tours          | Stade Auguste Delaune     | 16 de enero | 21:00 |
| Lens            | 0 - 1 | Sochaux        | Stade Bollaert-Delelis    | 30 de enero | 19:00 |

| Bourg-en-Bresse | 0 - 2 | Reims           | Stade Marcel-Verchère      | 19 de enero | 21:00 |
| Brest           | 1 - 1 | Lens            | Stade Francis-Le Blé       | 19 de enero | 21:00 |
| FC Lorient      | 1 - 1 | Clermont Foot   | Stade du Moustoir          | 19 de enero | 21:00 |
| Orléans         | 2 - 3 | Auxerre         | Stade de la Source         | 19 de enero | 21:00 |
| Quevilly-Rouen  | 0 - 2 | Gazélec Ajaccio | Stade Robert Diochon       | 19 de enero | 21:00 |
| Sochaux         | 1 - 0 | AS Nancy        | Stade Auguste Bonal        | 19 de enero | 21:00 |
| Tours           | 2 - 1 | Niort           | Stade de la Vallée du Cher | 19 de enero | 21:00 |
| Valenciennes    | 1 - 1 | Le Havre        | Stade du Hainaut           | 19 de enero | 21:00 |
| Nîmes           | 3 - 0 | Châteauroux     | Stade des Costières        | 20 de enero | 15:00 |
| Paris FC        | 2 - 1 | Ajaccio         | Stade Charléty             | 22 de enero | 20:45 |

| Auxerre         | 1 - 1 | Paris FC        | Stade de l'Abbé-Deschamps | 26 de enero | 20:00 |
| Châteauroux     | 1 - 1 | Sochaux         | Stade Gaston Petit        | 26 de enero | 20:00 |
| Clermont Foot   | 1 - 1 | Quevilly-Rouen  | Stade Gabriel Montpied    | 26 de enero | 20:00 |
| Gazélec Ajaccio | 1 - 2 | Bourg-en-Bresse | Stade Ange Casanova       | 26 de enero | 20:00 |
| Lens            | 0 - 1 | Orléans         | Stade Bollaert-Delelis    | 26 de enero | 20:00 |
| AS Nancy        | 2 - 2 | Brest           | Stade Marcel Picot        | 26 de enero | 20:00 |
| Niort           | 1 - 2 | Valenciennes    | Stade René Gaillard       | 26 de enero | 20:00 |
| Le Havre        | 2 - 1 | Nîmes           | Stade Océane              | 27 de enero | 14:55 |
| Ajaccio         | 2 - 1 | Tours           | Stade François Coty       | 27 de enero | 15:00 |
| Reims           | 0 - 1 | FC Lorient      | Stade Auguste Delaune     | 29 de enero | 20:45 |

| Paris FC        | 0 - 1 | Niort           | Stade Charléty             | 2 de febrero | 20:00 |
| Bourg-en-Bresse | 0 - 2 | Clermont Foot   | Stade Marcel-Verchère      | 2 de febrero | 20:00 |
| Nîmes           | 1 - 1 | Ajaccio         | Stade des Costières        | 2 de febrero | 20:00 |
| Orléans         | 2 - 1 | Le Havre        | Stade de la Source         | 2 de febrero | 20:00 |
| Quevilly-Rouen  | 0 - 1 | Châteauroux     | Stade Robert Diochon       | 2 de febrero | 20:00 |
| Sochaux         | 4 - 1 | Gazélec Ajaccio | Stade Auguste Bonal        | 2 de febrero | 20:00 |
| Tours           | 0 - 2 | Auxerre         | Stade de la Vallée du Cher | 2 de febrero | 20:00 |
| Valenciennes    | 0 - 1 | AS Nancy        | Stade du Hainaut           | 2 de febrero | 20:00 |
| FC Lorient      | 1 - 1 | Lens            | Stade du Moustoir          | 3 de febrero | 14:55 |
| Brest           | 0 - 0 | Reims           | Stade Francis-Le Blé       | 5 de febrero | 20:45 |

| Ajaccio       | 3 - 2 | FC Lorient      | Stade François Coty        | 9 de febrero  | 20:00 |
| Châteauroux   | 3 - 1 | Bourg-en-Bresse | Stade Gaston Petit         | 9 de febrero  | 20:00 |
| Clermont Foot | 1 - 0 | Gazélec Ajaccio | Stade Gabriel Montpied     | 9 de febrero  | 20:00 |
| Le Havre      | 1 - 0 | Brest           | Stade Océane               | 9 de febrero  | 20:00 |
| AS Nancy      | 1 - 2 | Quevilly-Rouen  | Stade Marcel Picot         | 9 de febrero  | 20:00 |
| Niort         | 2 - 3 | Orléans         | Stade René Gaillard        | 9 de febrero  | 20:00 |
| Reims         | 3 - 0 | Sochaux         | Stade Auguste Delaune      | 9 de febrero  | 20:00 |
| Tours         | 1 - 2 | Paris FC        | Stade de la Vallée du Cher | 9 de febrero  | 20:00 |
| Lens          | 1 - 1 | Valenciennes    | Stade Bollaert-Delelis     | 10 de febrero | 15:00 |
| Auxerre       | 0 - 0 | Nîmes           | Stade de l'Abbé-Deschamps  | 12 de febrero | 20:45 |

| Bourg-en-Bresse | 3 - 2 | AS Nancy    | Stade Marcel-Verchère  | 16 de febrero | 20:00 |
| Brest           | 2 - 0 | Niort       | Stade Francis-Le Blé   | 16 de febrero | 20:00 |
| Clermont Foot   | 1 - 1 | Châteauroux | Stade Gabriel Montpied | 16 de febrero | 20:00 |
| Gazélec Ajaccio | 1 - 2 | Reims       | Stade Ange Casanova    | 16 de febrero | 20:00 |
| Nîmes           | 2 - 2 | Tours       | Stade des Costières    | 16 de febrero | 20:00 |
| Orléans         | 1 - 1 | Paris FC    | Stade de la Source     | 16 de febrero | 20:00 |
| Sochaux         | 3 - 2 | Le Havre    | Stade Auguste Bonal    | 16 de febrero | 20:00 |
| Valenciennes    | 2 - 0 | Ajaccio     | Stade du Hainaut       | 16 de febrero | 20:00 |
| FC Lorient      | 1 - 3 | Auxerre     | Stade du Moustoir      | 17 de febrero | 15:00 |
| Quevilly-Rouen  | 1 - 2 | Lens        | Stade Robert Diochon   | 19 de febrero | 20:45 |

| Ajaccio     | 3 - 2 | Sochaux         | Stade François Coty        | 23 de febrero | 20:00 |
| Auxerre     | 2 - 0 | Valenciennes    | Stade de l'Abbé-Deschamps  | 23 de febrero | 20:00 |
| Châteauroux | 4 - 1 | Gazélec Ajaccio | Stade Gaston Petit         | 23 de febrero | 20:00 |
| Le Havre    | 0 - 0 | Bourg-en-Bresse | Stade Océane               | 23 de febrero | 20:00 |
| Lens        | 0 - 1 | Clermont Foot   | Stade Bollaert-Delelis     | 23 de febrero | 20:00 |
| Niort       | 1 - 4 | Nîmes           | Stade René Gaillard        | 23 de febrero | 20:00 |
| Reims       | 2 - 1 | Quevilly-Rouen  | Stade Auguste Delaune      | 23 de febrero | 20:00 |
| Tours       | 1 - 1 | Orléans         | Stade de la Vallée du Cher | 23 de febrero | 20:00 |
| Paris FC    | 0 - 1 | Brest           | Stade Charléty             | 24 de febrero | 15:00 |
| AS Nancy    | 0 - 2 | FC Lorient      | Stade Marcel Picot         | 26 de febrero | 20:45 |

| Bourg-en-Bresse | 5 - 4 | Ajaccio  | Stade Marcel-Verchère  | 2 de marzo  | 20:00 |
| Brest           | 1 - 3 | Tours    | Stade Francis-Le Blé   | 2 de marzo  | 20:00 |
| Châteauroux     | 1 - 0 | AS Nancy | Stade Gaston Petit     | 2 de marzo  | 20:00 |
| Clermont Foot   | 2 - 1 | Reims    | Stade Gabriel Montpied | 2 de marzo  | 20:00 |
| Gazélec Ajaccio | 1 - 1 | Lens     | Stade Ange Casanova    | 2 de marzo  | 20:00 |
| Quevilly-Rouen  | 1 - 2 | Niort    | Stade Robert Diochon   | 2 de marzo  | 20:00 |
| Valenciennes    | 0 - 1 | Orléans  | Stade du Hainaut       | 2 de marzo  | 20:00 |
| Nîmes           | 2 - 1 | Paris FC | Stade des Costières    | 3 de marzo  | 15:00 |
| FC Lorient      | 1 - 0 | Le Havre | Stade du Moustoir      | 5 de marzo  | 20:45 |
| Sochaux         | 0 - 4 | Auxerre  | Stade Auguste Bonal    | 13 de marzo | 18:45 |

| Ajaccio  | 2 - 0 | Quevilly-Rouen  | Stade François Coty        | 9 de marzo  | 20:00 |
| Auxerre  | 1 - 2 | Brest           | Stade de l'Abbé-Deschamps  | 9 de marzo  | 20:00 |
| Le Havre | 2 - 1 | Clermont Foot   | Stade Océane               | 9 de marzo  | 20:00 |
| AS Nancy | 1 - 0 | Gazélec Ajaccio | Stade Marcel Picot         | 9 de marzo  | 20:00 |
| Niort    | 1 - 2 | FC Lorient      | Stade René Gaillard        | 9 de marzo  | 20:00 |
| Orléans  | 1 - 4 | Nîmes           | Stade de la Source         | 9 de marzo  | 20:00 |
| Reims    | 4 - 0 | Châteauroux     | Stade Auguste Delaune      | 9 de marzo  | 20:00 |
| Paris FC | 2 - 0 | Sochaux         | Stade Charléty             | 10 de marzo | 15:00 |
| Lens     | 0 - 1 | Bourg-en-Bresse | Stade Bollaert-Delelis     | 12 de marzo | 20:45 |
| Tours    | 1 - 2 | Valenciennes    | Stade de la Vallée du Cher | 3 de abril  | 19:30 |

| Bourg-en-Bresse | 0 - 1 | Niort    | Stade Marcel-Verchère  | 16 de marzo | 20:00 |
| Châteauroux     | 2 - 1 | Le Havre | Stade Gaston Petit     | 16 de marzo | 20:00 |
| Clermont Foot   | 2 - 0 | AS Nancy | Stade Gabriel Montpied | 16 de marzo | 20:00 |
| Gazélec Ajaccio | 0 - 1 | Ajaccio  | Stade Ange Casanova    | 16 de marzo | 20:00 |
| FC Lorient      | 3 - 1 | Orléans  | Stade du Moustoir      | 16 de marzo | 20:00 |
| Quevilly-Rouen  | 4 - 1 | Auxerre  | Stade Robert Diochon   | 16 de marzo | 20:00 |
| Sochaux         | 0 - 0 | Tours    | Stade Auguste Bonal    | 16 de marzo | 20:00 |
| Valenciennes    | 2 - 4 | Paris FC | Stade du Hainaut       | 16 de marzo | 20:00 |
| Reims           | 3 - 1 | Lens     | Stade Auguste Delaune  | 17 de marzo | 15:00 |
| Brest           | 0 - 2 | Nîmes    | Stade Francis-Le Blé   | 19 de marzo | 20:45 |

| Ajaccio  | 2 - 1 | Clermont Foot   | Stade François Coty        | 30 de marzo | 20:00 |
| Auxerre  | 3 - 1 | Bourg-en-Bresse | Stade de l'Abbé-Deschamps  | 30 de marzo | 20:00 |
| Paris FC | 0 - 0 | Gazélec Ajaccio | Stade Charléty             | 30 de marzo | 20:00 |
| Le Havre | 0 - 2 | Quevilly-Rouen  | Stade Océane               | 30 de marzo | 20:00 |
| Nîmes    | 1 - 0 | Valenciennes    | Stade des Costières        | 30 de marzo | 20:00 |
| Niort    | 1 - 1 | Sochaux         | Stade René Gaillard        | 30 de marzo | 20:00 |
| Orléans  | 1 - 1 | Brest           | Stade de la Source         | 30 de marzo | 20:00 |
| Tours    | 3 - 1 | FC Lorient      | Stade de la Vallée du Cher | 30 de marzo | 20:00 |
| AS Nancy | 0 - 2 | Reims           | Stade Marcel Picot         | 31 de marzo | 15:00 |
| Lens     | 2 - 1 | Châteauroux     | Stade Bollaert-Delelis     | 2 de abril  | 20:45 |

| Bourg-en-Bresse | 1 - 1 | Tours        | Stade Marcel-Verchère  | 6 de abril  | 20:00 |
| Brest           | 3 - 1 | Valenciennes | Stade Francis-Le Blé   | 6 de abril  | 20:00 |
| Châteauroux     | 0 - 2 | Ajaccio      | Stade Gaston Petit     | 6 de abril  | 20:00 |
| Clermont Foot   | 2 - 2 | Niort        | Stade Gabriel Montpied | 6 de abril  | 20:00 |
| Gazélec Ajaccio | 3 - 1 | Auxerre      | Stade Ange Casanova    | 6 de abril  | 20:00 |
| FC Lorient      | 2 - 0 | Paris FC     | Stade du Moustoir      | 6 de abril  | 20:00 |
| Quevilly-Rouen  | 1 - 3 | Nîmes        | Stade Robert Diochon   | 6 de abril  | 20:00 |
| Sochaux         | 3 - 2 | Orléans      | Stade Auguste Bonal    | 6 de abril  | 20:00 |
| Lens            | 1 - 1 | AS Nancy     | Stade Bollaert-Delelis | 9 de abril  | 20:45 |
| Reims           | 0 - 1 | Le Havre     | Stade Auguste Delaune  | 30 de abril | 19:00 |

| Ajaccio      | 2 - 0 | AS Nancy        | Stade François Coty        | 13 de abril | 20:00 |
| Auxerre      | 1 - 2 | Clermont Foot   | Stade de l'Abbé-Deschamps  | 13 de abril | 20:00 |
| Le Havre     | 2 - 1 | Gazélec Ajaccio | Stade Océane               | 13 de abril | 20:00 |
| Nîmes        | 0 - 2 | Sochaux         | Stade des Costières        | 13 de abril | 20:00 |
| Niort        | 2 - 2 | Lens            | Stade René Gaillard        | 13 de abril | 20:00 |
| Orléans      | 2 - 1 | Quevilly-Rouen  | Stade de la Source         | 13 de abril | 20:00 |
| Tours        | 0 - 1 | Châteauroux     | Stade de la Vallée du Cher | 13 de abril | 20:00 |
| Valenciennes | 2 - 2 | Bourg-en-Bresse | Stade du Hainaut           | 13 de abril | 20:00 |
| Paris FC     | 0 - 3 | Reims           | Stade Charléty             | 14 de abril | 15:00 |
| Brest        | 3 - 0 | FC Lorient      | Stade Francis-Le Blé       | 16 de abril | 20:45 |

| Bourg-en-Bresse | 2 - 2 | Nîmes        | Stade Marcel-Verchère  | 20 de abril | 20:00 |
| Châteauroux     | 2 - 1 | Niort        | Stade Gaston Petit     | 20 de abril | 20:00 |
| Clermont Foot   | 4 - 2 | Orléans      | Stade Gabriel Montpied | 20 de abril | 20:00 |
| Gazélec Ajaccio | 3 - 2 | Tours        | Stade Ange Casanova    | 20 de abril | 20:00 |
| Lens            | 3 - 3 | Le Havre     | Stade Bollaert-Delelis | 20 de abril | 20:00 |
| FC Lorient      | 0 - 1 | Valenciennes | Stade du Moustoir      | 20 de abril | 20:00 |
| Quevilly-Rouen  | 0 - 4 | Paris FC     | Stade Robert Diochon   | 20 de abril | 20:00 |
| Reims           | 1 - 0 | Ajaccio      | Stade Auguste Delaune  | 20 de abril | 20:00 |
| Sochaux         | 1 - 1 | Brest        | Stade Auguste Bonal    | 20 de abril | 20:00 |
| AS Nancy        | 2 - 1 | Auxerre      | Stade Marcel Picot     | 21 de abril | 15:00 |

| Ajaccio      | 2 - 0 | Lens            | Stade François Coty        | 23 de abril | 20:45 |
| Auxerre      | 1 - 4 | Reims           | Stade de l'Abbé-Deschamps  | 24 de abril | 20:00 |
| Paris FC     | 0 - 0 | Châteauroux     | Stade Charléty             | 24 de abril | 20:00 |
| Brest        | 1 - 0 | Clermont Foot   | Stade Francis-Le Blé       | 24 de abril | 20:00 |
| Le Havre     | 3 - 0 | AS Nancy        | Stade Océane               | 24 de abril | 20:00 |
| Nîmes        | 1 - 0 | FC Lorient      | Stade des Costières        | 24 de abril | 20:00 |
| Niort        | 4 - 1 | Gazélec Ajaccio | Stade René Gaillard        | 24 de abril | 20:00 |
| Orléans      | 5 - 1 | Bourg-en-Bresse | Stade de la Source         | 24 de abril | 20:00 |
| Tours        | 2 - 2 | Quevilly-Rouen  | Stade de la Vallée du Cher | 24 de abril | 20:00 |
| Valenciennes | 2 - 2 | Sochaux         | Stade du Hainaut           | 24 de abril | 20:00 |

| Bourg-en-Bresse | 2 - 4 | Brest        | Stade Marcel-Verchère  | 27 de abril | 20:00 |
| Châteauroux     | 1 - 2 | Auxerre      | Stade Gaston Petit     | 27 de abril | 20:00 |
| Gazélec Ajaccio | 1 - 0 | Orléans      | Stade Ange Casanova    | 27 de abril | 20:00 |
| Le Havre        | 2 - 0 | Ajaccio      | Stade Océane           | 27 de abril | 20:00 |
| AS Nancy        | 3 - 1 | Tours        | Stade Marcel Picot     | 27 de abril | 20:00 |
| Quevilly-Rouen  | 2 - 2 | Valenciennes | Stade Robert Diochon   | 27 de abril | 20:00 |
| Reims           | 3 - 1 | Niort        | Stade Auguste Delaune  | 27 de abril | 20:00 |
| Sochaux         | 0 - 2 | FC Lorient   | Stade Auguste Bonal    | 27 de abril | 20:00 |
| Clermont Foot   | 1 - 1 | Nîmes        | Stade Gabriel Montpied | 28 de abril | 15:00 |
| Lens            | 1 - 0 | Paris FC     | Stade Bollaert-Delelis | 30 de abril | 20:45 |

| Auxerre      | 1 - 1 | Ajaccio         | Stade de l'Abbé-Deschamps  | 4 de mayo | 20:45 |
| Paris FC     | 2 - 1 | AS Nancy        | Stade Charléty             | 4 de mayo | 20:45 |
| Brest        | 2 - 0 | Quevilly-Rouen  | Stade Francis-Le Blé       | 4 de mayo | 20:45 |
| FC Lorient   | 6 - 0 | Bourg-en-Bresse | Stade du Moustoir          | 4 de mayo | 20:45 |
| Nîmes        | 4 - 0 | Gazélec Ajaccio | Stade des Costières        | 4 de mayo | 20:45 |
| Niort        | 0 - 1 | Le Havre        | Stade René Gaillard        | 4 de mayo | 20:45 |
| Orléans      | 1 - 1 | Châteauroux     | Stade de la Source         | 4 de mayo | 20:45 |
| Sochaux      | 1 - 3 | Clermont Foot   | Stade Auguste Bonal        | 4 de mayo | 20:45 |
| Tours        | 4 - 2 | Lens            | Stade de la Vallée du Cher | 4 de mayo | 20:45 |
| Valenciennes | 1 - 3 | Reims           | Stade du Hainaut           | 4 de mayo | 20:45 |

| Ajaccio         | 2 - 2 | Niort        | Stade François Coty    | 11 de mayo | 20:45 |
| Bourg-en-Bresse | 2 - 1 | Sochaux      | Stade Marcel-Verchère  | 11 de mayo | 20:45 |
| Châteauroux     | 2 - 2 | Brest        | Stade Gaston Petit     | 11 de mayo | 20:45 |
| Clermont Foot   | 2 - 2 | Paris FC     | Stade Gabriel Montpied | 11 de mayo | 20:45 |
| Gazélec Ajaccio | 3 - 4 | Valenciennes | Stade Ange Casanova    | 11 de mayo | 20:45 |
| Le Havre        | 2 - 0 | Tours        | Stade Océane           | 11 de mayo | 20:45 |
| Lens            | 2 - 1 | Auxerre      | Stade Bollaert-Delelis | 11 de mayo | 20:45 |
| AS Nancy        | 3 - 0 | Orléans      | Stade Marcel Picot     | 11 de mayo | 20:45 |
| Quevilly-Rouen  | 3 - 0 | FC Lorient   | Stade Robert Diochon   | 11 de mayo | 20:45 |
| Reims           | 2 - 2 | Nîmes        | Stade Auguste Delaune  | 11 de mayo | 20:45 |

## Play-offs

### Play-off de ascenso
Los partidos de ascenso a la Ligue 1 se disputarán entre el 15 al 27 de mayo.
|  | Primera ronda | Primera ronda | Primera ronda |          |       | Semifinales | Semifinales | Semifinales |  |         | Final   | Final | Final | Final | Final |  |
|  |               |               |               |          |       |             |             |             |  |         |         |       |       |       |       |  |
|  |               |               |               |          |       |             |             |             |  |         |         |       |       |       |       |  |
|  |               |               |               |          |       |             |             |             |  |         |         |       |       |       |       |  |
|  |               |               |               |          |       |             |             |             |  |         |         |       |       |       |       |  |
|  |               |               |               |          |       |             |             |             |  |         |         |       |       |       |       |  |
|  |               | 3             | Ajaccio (p.)  | 2 (5)    |       |             |             |             |  |         |         |       |       |       |       |  |
|  |               |               |               | 2 (5)    |       |             |             |             |  |         |         |       |       |       |       |  |
|  |               |               | 4             | Le Havre | 2 (3) |             |             |             |  |         |         |       |       |       |       |  |
|  | 4             | Le Havre      | 4             | Le Havre | 2 (3) | 2           |             |             |  |         |         |       |       |       |       |  |
|  | 4             | Le Havre      |               |          |       |             |             |             |  |         |         |       |       |       |       |  |
|  | 5             | Brest         | 0             |          |       |             |             |             |  |         |         |       |       |       |       |  |
|  | 5             | Brest         | 0             |          |       |             |             |             |  | Ajaccio | Ajaccio | 0     | 0     | 0     |       |  |
|  |               |               |               |          |       |             |             |             |  | Ajaccio | Ajaccio | 0     | 0     | 0     |       |  |
|  |               |               | Toulouse      | Toulouse | 3     | 1           | 4           |             |  |         |         |       |       |       |       |  |
|  |               |               | Toulouse      | Toulouse | 3     | 1           | 4           |             |  |         |         |       |       |       |       |  |
|  |               |               |               |          |       |             |             |             |  |         |         |       |       |       |       |  |
|  |               |               |               |          |       |             |             |             |  |         |         |       |       |       |       |  |
|  |               |               |               |          |       |             |             |             |  |         |         |       |       |       |       |  |
|  |               |               |               |          |       |             |             |             |  |         |         |       |       |       |       |  |
|  |               |               |               |          |       |             |             |             |  |         |         |       |       |       |       |  |
|  |               |               |               |          |       |             |             |             |  |         |         |       |       |       |       |  |
|  |               |               |               |          |       |             |             |             |  |         |         |       |       |       |       |  |
|  |               |               |               |          |       |             |             |             |  |         |         |       |       |       |       |  |
|  |               |               |               |          |       |             |             |             |  |         |         |       |       |       |       |  |
|  |               |               |               |          |       |             |             |             |  |         |         |       |       |       |       |  |

#### Primera ronda
Se clasificaron los equipos que finalizaron en 4.° y 5.° lugar de la temporada regular, se jugó un solo partido en la cancha del equipo que terminó en el cuarto puesto.
|  | Le Havre                 | 2:0 (1:0) | Brest |  |  |
|  | Fontaine 38' · Bonet 88' | Reporte   |       |  |  |

#### Semifinal
La jugaron el ganador de la primera ronda y el equipo que terminó en tercer lugar de la temporada regular, se jugó un solo partido en la cancha del equipo que terminó en tercer lugar.
| 20 de mayo de 2018, 19:00 | Ajaccio                                      | 2:2 (1:1, 1:1) (t. s.)(1:1 t. s.)(5:3 p.) | Le Havre                           | Stade François Coty, Ajaccio                               |                                                            |
|                           | Gimbert 16' · Cámara 120+5'                  | Reporte                                   | Mateta 36' 111' (pen.)             | Asistencia: 6.541 espectadores Árbitro(s): Frank Schneider | Asistencia: 6.541 espectadores Árbitro(s): Frank Schneider |
|                           |                                              | Tiros desde el punto penal                |                                    |                                                            |                                                            |
|                           | Selemani · Laçi · Cámara · Lejeune · Gimbert |                                           | Ferhat · Guitane · Fontaine · Gory |                                                            |                                                            |

#### Final
La jugaron el equipo ganador de la semifinal y el 18.° puesto de la Ligue 1 2017-18, fueron dos partidos de ida y vuelta.
| 23 de mayo de 2018, 20:45 | Ajaccio | 0:3 (0:1) | Toulouse                                | Stade François-Coty, Ajaccio |                          |
|                           |         | Reporte   | Gradel 45+3' · Jullien 51' · Sanogo 65' | Árbitro(s): Ruddy Buquet     | Árbitro(s): Ruddy Buquet |

| 27 de mayo de 2018, 21:00 | Toulouse   | 1:0 (0:0) | Ajaccio | Stade de Toulouse, Toulouse |                            |
|                           | Durmaz 88' | Reporte   |         | Árbitro(s): Benoît Bastien  | Árbitro(s): Benoît Bastien |

### Play-off de descenso
La llave implica al 18.º puesto de la Ligue 2 y el tercero de la Championnat National también en partido de ida y vuelta donde el equipo de la Championnat National fue local el primer partido. Los partidos de descenso a la Championnat National se disputaron entre el 22 al 27 de mayo.
| 22 de mayo de 2018, 20:45 | Grenoble                | 2:1 (1:1) | Bourg-en-Bresse | Stade des Alpes, Grenoble     |                               |
|                           | Sotoca 1' · Belvito 83' | Reporte   | Bègue 45+1'     | Árbitro(s): Nicolas Rainville | Árbitro(s): Nicolas Rainville |

| 27 de mayo de 2018, 18:00 | Bourg-en-Bresse | 0:0     | Grenoble | Stade Marcel-Verchère, Bourg-en-Bresse |                               |
|                           |                 | Reporte |          | Árbitro(s): François Letexier          | Árbitro(s): François Letexier |

## Goleadores
| Posición | Futbolista           | Club     | Goles | Partidos |
| -------- | -------------------- | -------- | ----- | -------- |
| 1        | Umut Bozok           | Nîmes    | 24    | 37       |
| 2        | Jean-Philippe Mateta | Le Havre | 17    | 30       |
| 3        | Rachid Alioui        | Nîmes    | 17    | 37       |
| 4        | Andé Dona Ndoh       | Niort    | 15    | 33       |
| 5        | Jordan Siebatcheu    | Reims    | 15    | 31       |
| 5        | Ludovic Genest       | Clermont | 14    | 36       |
| 6        | Pablo Chavarria      | Reaims   | 14    | 31       |